# Helicarion rubicundus
Helicarion rubicundus é uma espécie de gastrópode  da família Helicarionidae.
É endémica da Austrália.